# Psiloboletinus lariceti
Psiloboletinus lariceti — вид грибів, що належить до монотипового роду Psiloboletinus. Цей рід було описано у 1945 році мікологом Рольфом Зінгером. Вперше описаний ним же у 1938 році як Phylloporus lariceti.

## Поширення і середовище існування
Знайдений у Сибіру в асоціації з модриною (Larix).